# Demba B. T. Sambou
Demba B. T. Sambou ist ein gambischer Politiker.

## Leben
| Parlamentswahl | Stimmen | Stimmanteil |
| -------------- | ------- | ----------- |
| 2012           | 3.750   | 51,60 %     |

Demba B. T. Sambou trat bei der Wahl zum Parlament 2012 als unabhängiger Kandidat im Wahlkreis Niani in der Janjanbureh Administrative Area an. Mit 51,60 % konnte er den Wahlkreis vor Ebrima Manneh (APRC) für sich gewinnen.
Die Mitglieder der Nationalversammlung hatten Ende September 2016 beantragt, dass Demba B. T. Sambou von der Nationalversammlung ausgeschlossen wird. Sambou kehrte von bei einer Reise in den Vereinigten Staaten und Teilnahme an einer Konferenz Anfang August nicht nach Gambia zurück. Sambou wurde von der Nationalversammlung ausgeschlossen und der Sitz wurde nicht neu besetzt.